# 大河镇 (来凤县)
大河镇，是中华人民共和国湖北省恩施土家族苗族自治州来凤县下辖的一个乡镇级行政单位。

## 行政区划
大河镇下辖以下地区：
社区、桐子园村、芭蕉溪村、白水泉村、大坟山村、马家坝村、黔江洞村、社潭溪村、枫香坪村、张家界村、沙坝村、小梅庄村、杉木塘村、茶园村、富饶村、五道水村、独石塘村、冷水溪村、张家坡村、两河口村、龙潭坪村、茶元坡村、老板沟村、满店村、栏木坪村、狮子梁村、杉木溪村、板沙村、落角塘村、白果树村、竹山村、师南坡村、南马山村、双凼槽村、牡丹坪村、漫水塘村、中坝村、车洞湖村、官城村、碧泥湖村和黑家坝村。

## 中国传统村落
- 2012年12月，冷水溪村被评为首批“中国传统村落”。
- 2013年8月，五道水徐家寨被评为第二批中国传统村落。